# Füzuli Rayonu
Füzuli är ett distrikt i Azerbajdzjan. Det ligger i den södra delen av landet, 240 km väster om huvudstaden Baku. Antalet invånare är 144 442. Arean är 1,4 kvadratkilometer.
Terrängen i Füzuli är mycket platt.
Följande samhällen finns i Füzuli:
- Fizuli
- Böyük Bəhmənli
- Bala Begmenli
- Zargyar Vtoroye
- Horadiz
- Yaglavend
- Alxanlı
- Akhmedalylar
- Birinci Mahmudlu
- Arayatlı
- Molli-Magerramlu
- Araz Dilağarda

Trakten runt Füzuli består till största delen av jordbruksmark. Runt Füzuli är det ganska tätbefolkat, med 72 invånare per kvadratkilometer.